# الخطوط الدولية الأرمنية
الخطوط الدولية الأرمنية AIA كانت شركة طيران خاصة تقدم رحلات دولية للركاب، وتتخذ من مطار زفارتنوتس الدولي في يريفان مقرًا لها.

## التاريخ
تم تأسيس الخطوط الدولية الأرمنية في 12 يوليو 2002، بمشاركة رجال الأعمال الأرمن غاغيك تساروكيان، فرساند هاكوبيان، هراير هاكوبيان، وليفون باغداساريان. خططت الشركة في البداية لاستئجار ثلاث طائرات من طراز إيرباص بحلول عام 2003 لتشغيل رحلات إلى باريس، أمستردام، وفرانكفورت. في 1 يناير 2005، اندمجت الشركة مع أرمفيا.

## الوجهات
شغّلت الخطوط الدولية الأرمنية رحلات منتظمة من يريفان إلى أوروبا الغربية، وخاصة إلى الوجهات التي كانت تخدمها سابقًا الخطوط الجوية الأرمنية.

## الأسطول

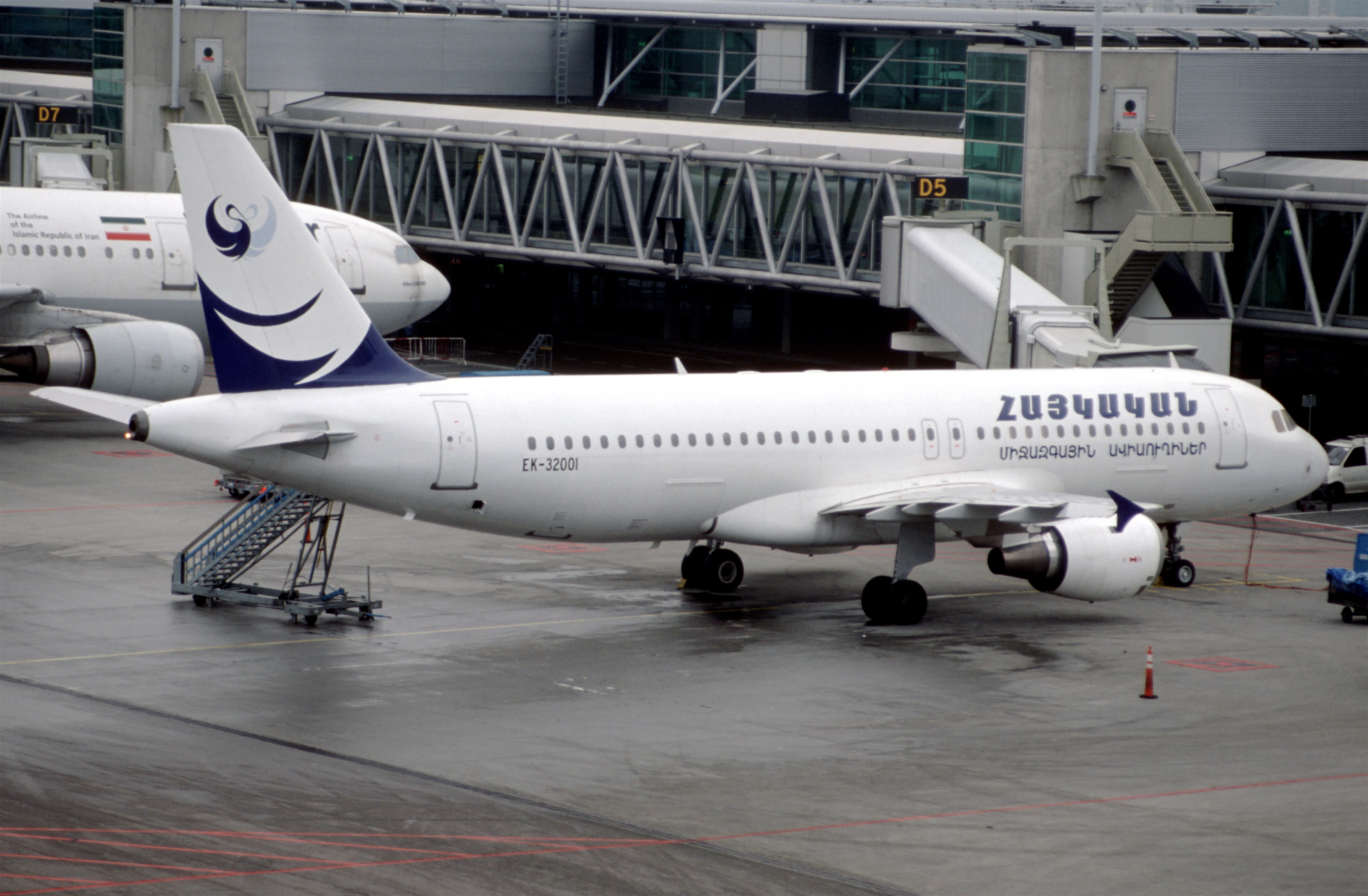
طائرة الشركة الوحيدة من طراز إيرباص A320 في مطار سخيبول أمستردام (1 ديسمبر 2002)

قامت الشركة بتشغيل طائرة واحدة مستأجرة من طراز إيرباص A320-200. تعرضت هذه الطائرة لحريق في مطار بروكسل في 5 مايو 2006، إلى جانب واحدة من طائرات أرمفيا من نفس الطراز.